# Boulevard des Belges (Lyon)
Der Boulevard des Belges ist eine breite, vornehme Avenue im 6. Arrondissement von Lyon. Hier stehen Wohnhäuser und Villen, die von dem Lyoner Eklektizismus am Ende des 19. Jahrhunderts (Stile Second Empire, Jugendstil, 1930er Jahre, …) zeugen. Der Boulevard verläuft an der Südseite entlang dem Parc de la Tête d’Or.
Die Originalität und die Berühmtheit des Boulevard kommt vor allem von den Grundstücken mit ungerader Nummer, die an den Park grenzen. Sie sind durch einen Zaun vom Park getrennt, zu dem ein privater Zugang besteht. Hier wohnen die reichsten Lyoner. An den Türschildern werden oft nur die Initialen der Bewohner angegeben.
In Richtung Nord-West-Süd-Ost verbindet der Boulevard das linke Rhôneufer (Avenue de Grande-Bretagne und Quai Charles de Gaulle) mit dem Viertel Les Brotteaux (Place Jules Ferry und ehemaliger Gare des Brotteaux).
In der Version des Monopolyspiels für Lyon ist dies die teuerste Straße.
Diese Gegend ist durch die Buslinien C 1, C 6 (Station Vitton - Belges) angebunden.

## Geschichte
1831 wurde im Osten von Lyon eine Wehrmauer gebaut. Etwa 30 Jahre später wurde sie abgerissen, um eine Promenade einzurichten; das war die Geburtsstunde des Boulevards.
1897 regelte Bürgermeister Antoine Gailleton die Bebauung rund um die Nordseite des Parks: Er untersagte Handelsniederlassungen und höhere Bauweise als drei Etagen. Die Bebauung des Boulevards begann 1900 und setzten sich in der ersten Hälfte des 20. Jahrhunderts fort.
Der ehemalige Boulevard du Nord wurde 1916 unter Einbeziehung der Rue d'Anvers (Verkehrsader im 7. Arrondissement) und der Rue de Ypres (4. Arrondissement) umbenannt in Anerkennung des Widerstands von 1914 der belgischen Armee.

## Museum Guimet
Im Haus Nummer 28 befindet sich ein Naturkundemuseum, das allerdings heute nicht mehr geöffnet ist. Das Gebäude wurde 1878 errichtet. Das Museum wurde nach Émile Guimet benannt, dessen Sammlung asiatischer Kunst hier ausgestellt war, ehe das Museum nach Paris verlegt wurde.

## Generalkonsulat der Bundesrepublik Deutschland
Das Gebäude Nr. 33 wurde um 1900 errichtet. Es war zunächst privat, ehe die Bundesrepublik Deutschland 1954 das Gebäude erwarb und ihr Generalkonsulat vom Place Bellecour hierher verlegte.
Das Gebäude steht unter Denkmalschutz (Monument historique).